# 贾斯珀 (佐治亚州)
贾斯珀（英語：Jasper）是一個位於美國喬治亞州皮肯斯縣的城市。根據2010年美國人口普查，該地人口為3684人，而該地的面積約為8.50平方千米。同時該地也是皮肯斯縣的縣治。

## 地理
贾斯珀的座標為34°28′09″N 84°26′03″W / 34.46917°N 84.43417°W，而該地的平均海拔高度為446米（即1453英尺）。